# Dar l'invincible 2 : La Porte du temps
Série
Dar l'Invincible
(1982) Dar l'Invincible 3 : L'Œil de Braxus
(1996)
Pour plus de détails, voir Fiche technique et Distribution.
Dar l'invincible 2 (Beastmaster 2 : Through the Portal of Time) est un film d'heroic fantasy basé sur l'univers d'Andre Norton, réalisé par Sylvio Tabet et sorti en 1991, avec Marc Singer dans le rôle du personnage principal Dar.

## Synopsis
Dar affronte le sorcier Arklon ainsi que sa fidèle sorcière Lyranna. Au cours de son combat, Lyranna parvient à ouvrir une faille temporelle sur le futur. Arklon et elle traversent la faille et se retrouvent en plein Los Angeles de nos jours. Dar traverse aussi la faille avec ses compagnons à quatre pattes et son aigle. 

Il trouvera une aide inattendue en la personne d'une riche fille gâtée, Jackie Trent en attente d'aventure dans sa vie calme et rangée. Arklon désireux de continuer ses rêves de conquête décide de voler une arme nucléaire pour la ramener dans son monde.

## Fiche technique
- Titre : Dar l'invincible 2
- Réalisation : Sylvio Tabet
- Scénario : R.J. Robertson, Jim Wynorski, Sylvio Tabet, Ken Hauser et Doug Miles d'après une histoire de R.J. Robertson et Jim Wynorski
- Production : Sylvio Tabet, Mark Damon et Jerrold W. Lambert
- Musique : Robert Folk
- Photographie : Ronn Schmidt
- Montage : Adam Bernardi
- Décors : Allan H. Jones
- Distribution : Cathy Henderson
- Costumes : Betty Pecha Madden
- Effets spéciaux de maquillage : Allan A. Apone
- Effets spéciaux visuels : Dave Barkovitz
- Sociétés de production : Les Films 21 - Republic Pictures
- Budget : 6 000 000 $ (estimation)
- Société de distribution : New Line Cinema
- Pays d'origine : États-Unis - France
- Langue : anglais
- Format : Couleurs - 1.85:1 - Dolby SR - 35 mm
- Genre : Fantastique, Aventure, Action
- Durée : 107 minutes
- Dates de sortie : 30 août 1991 (États-Unis), 5 août 1992 (France)

## Distribution
- Marc Singer (VF : Luc Bernard) : Dar
- Kari Wuhrer (VF : Déborah Perret) : Jackie Trent
- Sarah Douglas (VF : Évelyne Séléna) : Lyranna
- Wings Hauser (VF : Bruno Devoldère) : Arklon
- James Avery : Lieutenant Coberly
- Robert Fieldsteel (VF : Gérard Surugue) : Bendowski
- Arthur Malet (VF : Pierre Baton) : Wendel
- Robert Z'dar (VF : Thierry Mercier) : Zavic
- Michael Berryman (VF : Raoul Delfosse) : Le premier pèlerin
- David Carrera : Le premier punk
- Carl Ciarfalio : Le second policier
- Lawrence Dobkin : Amiral Binns
- Steve Donmyer : Officier de police
- Richard Duran : Le garde en faction